# Brandão de Birr
São Brandão de Birr (morreu c. 572), foi um dos primeiros santos monásticos irlandeses. Ele foi um monge e, mais tarde, um abade, no século VI. Ele é conhecido como "São Brandão o Velho" para o distinguir do seu contemporâneo e amigo São Brandão o Navegador. Ele foi um dos Doze Apóstolos de a Irlanda, e um amigo e discípulo de São Columba.

## Contexto
No início da era cristã na Irlanda a tradição druida colapsou com a disseminação de uma nova fé, a fé cristã. O estudo do latim e da teologia cristã em mosteiros cresceu por todo o território. Brandão tornou-se um pupilo na escola monástica da Abadia de Clonard. Durante o século VI, alguns dos nomes mais significativos da história cristã irlandesa estudaram neste mosteiro. Diz-se que o número de estudiosos em instrução em Clonard rondava os 3000. Destes, doze alunos que estudaram sob a instrução de Finnian de Clonard tornaram-se conhecidos como os Doze Apóstolos da Irlanda; Brandão de Birr era um desses doze apóstolos.

## Vida
Conta-se que Brandão de Birr foi um nobre de uma importante família. Foi em clonard que Brandão tornou-se amigo e companheiro de Ciarán de Saighir e Brandão de Clonfert.
Ele fundou um mosteiro em Birr no centro da Irlanda por volta de 540, servindo como seu abade. Ele emerge de antigos escritos irlandeses como um homem de hospitalidade generosa com uma reputação de santidade e espiritualidade, assim como com uma grande intuição para julgar o carácter das pessoas. Ele foi considerado um dos principais profetas da Irlanda. Isso é evidenciado tanto em seu título ("Profeta da Irlanda"), como por sua presença no sínodo de Meltown, em que São Columba foi levado a julgamento sobre o seu papel na Batalha de Cúl Dreimhne em 561. Brandão falou em nome de Columba, solicitando ao conjunto de clérigos presentes no julgamento que Columba fosse sentenciado ao exílio, em vez de excomunhão. A sua amizade e apoio a Columba resultou em ligações importantes entre as fundações de Birr e Columba. Um conselheiro de Columba disse que o santo teve uma visão da alma de Brandão a ser levada pelos anjos após a sua morte. Ele então ordenou a realização de uma missa para ser realizada em sua honra.
O dia da festa de Brandão de Birr é no dia 29 de novembro.
O mosteiro de Brandão de Birr mais tarde produziu o Evangelho de MacRegol, que estão agora guardados na Biblioteca Bodleiana, em Oxford.